# Roman Kenk
Roman Kenk, slovenski zoolog, predavatelj in akademik, * 25. november 1898, Ljubljana, † 2. oktober 1988, Washington.
Kenk je leta 1921 doktoriral iz zoologije na Univerzi v Gradcu in se zaposlil na Univerzi v Ljubljani. Med oktobrom 1931 in poletjem 1933 je deloval na Univerzi Virginije. 
Leta 1938 sta se z ženo preselila v Portoriko. Čez štiri leta (1942) je postal naturaliziran ameriški državljan. Med letoma 1948 in 1965 je bil zaposlen v Kongresni knjižnici; nato pa je deloval v Inštitutu Smithsonian. Znanstveno se je ukvarjal z morfologijo, ekologijo in taksonomijo sladkovodnih ploskih črvov. Po upokojitvi leta 1966 je postal sodelavec Nacionalnega prirodoslovnega muzeja (National Museum of Natural History), kjer je bil zadolžen za vzpostavitev zbirke ploskih črvov, in na tem mestu deloval do svoje smrti.
6. junija 1983 je postal dopisni član Slovenske akademije znanosti in umetnosti. Po njem je poimenovanih 10 živali.